# 사천 성내리 비자나무
사천 성내리 비자나무는 경상남도 사천시 곤양면 성내리에 있는 비자나무이다. 1962년 11월 9일 대한민국의 천연기념물 제287호로 지정되었다.
나이가 300년 정도된 것으로 추정되며, 높이 19m, 둘레 3.85m이다. 조선시대에는 곤양군청사의 정문에 있었다고 전해지며 지금은 곤양면사무소 안에 있다.

## 개요
비자나무는 우리나라의 내장산 이남과 일본에서 자란다. 나무의 모양이 아름다워 관상용으로 많이 이용되며, 열매는 구충제 및 변비 치료제나 기름을 짜는데 쓰인다.
사천 성내리의 비자나무는 나이가 300년 정도된 것으로 추정되며, 높이 19m, 둘레 3.85m로 가지는 사방으로 뻗어 있다. 조선시대에는 곤양군청사의 정문에 위치했던 것으로 전해지며 지금은 곤양면사무소 안에 자리잡고 있다. 본래 암나무로 알려져 왔으나 최근 일부 가지에 수꽃이 달린다고도 한다. 약 10m쯤 떨어진 곳에 작은 수나무 한 그루가 있다.
사천 성내리의 비자나무는 오랜 세월동안 조상들의 관심과 보살핌 속에 살아온 나무로 문화적·생물학적 자료로서의 가치가 높아 천연기념물로 지정하여 보호하고 있다.

## 참고 자료
- 사천 성내리 비자나무 - 국가유산청 국가유산포털